# Wielki świat małych ludzi

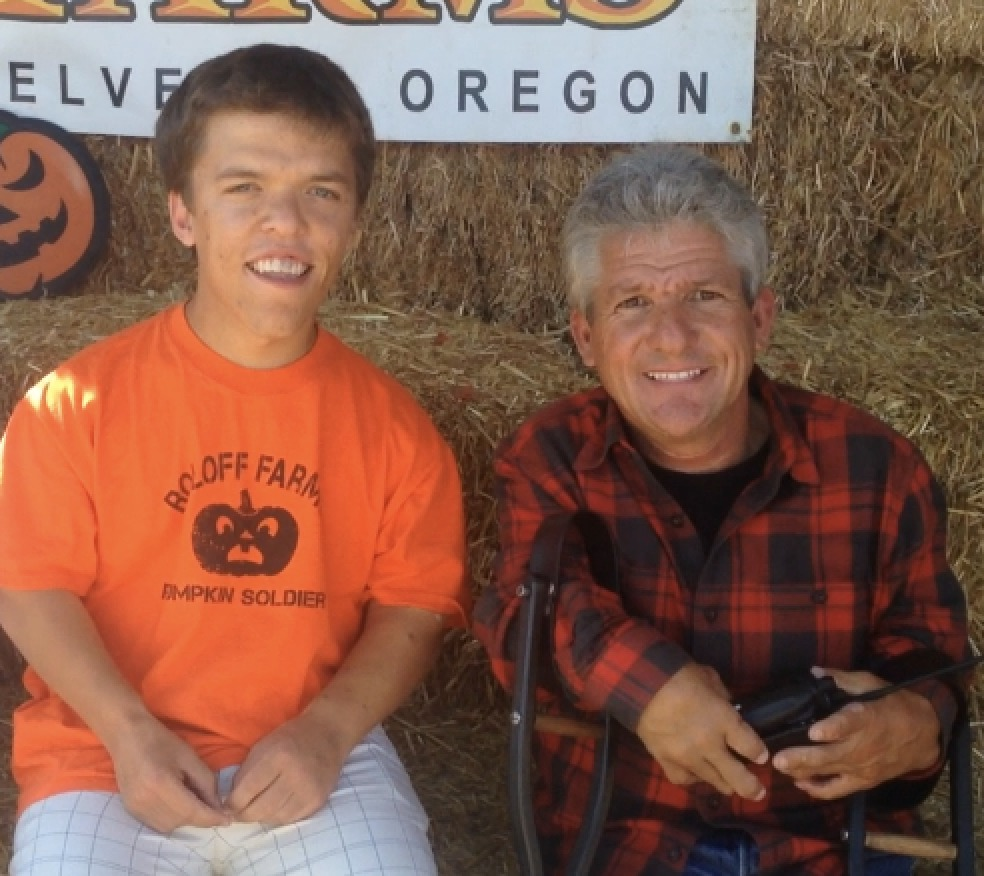
Matt i Zach Roloff w 2014

Wielki świat małych ludzi – amerykański program telewizyjny typu reality show emitowany na antenie TLC od 4 marca 2006. Program opowiada o rodzinie Roloffów mieszkających w pobliżu Portland w stanie Oregon.
W Polsce program miał premierę na antenie Boomerang w 2008.

## Charakterystyka programu
Program ukazuje codzienne życie rodziny Roloffów - rodziców Matta i Amy, oraz ich czworo dzieci: Zacha, Jeremy'ego, Molly i Jacoba. Matt, Amy i Zach są niskiego wzrostu, a Jeremy, Molly i Jacob są normalnego wzrostu. Nastolatki Zach i Jeremy są bliźniakami.
Rodzina mieszka na 34-hektarowej farmie położonej na północ od Hillsboro w Oregonie (a przedmieście Portland). Roloffowie uprawiają dynie, które są sprzedawane przez rodzinę, jednak, część gospodarstwa została przekształcona w szereg atrakcyjnych miejsc do zabaw dla dzieci. Zostały one zaprojektowane przez Matta, który spędził większość dzieciństwa w szpitalu. Próbuje on stworzyć jak najlepsze warunki dla swoich dzieci.
Odcinki programu zazwyczaj prezentują jednego lub więcej z członków rodziny oraz ukazują codzienne czynności, takie jak zakupy, sport i radzenie sobie z domowymi finansami. Obserwujemy także trudności życia codziennego wynikające z niskiego wzrostu - Matt i Amy mierzą 124 cm, a Zach 132 cm.
Roloffowie mają kilku bliskich przyjaciół, którzy regularnie pojawiają się w programie, wśród nich jest aktor Martin Klebba, który zna Amy od ponad 20 lat.

## Rodzina
- Matthew ("Matt") (ur. 7 października 1961 w Kalifornii) – mąż i ojciec, Matt zatrudniony był w firmie produkującej oprogramowanie komputerowe. Teraz pracuje w firmie, która produkuje zestawy ułatwiające funkcjonowanie małych ludzi, które wykorzystywane są w hotelach. Gdy zakończono pierwszy sezon Matt rozpoczął inną pracę, jako sprzedawca oprogramowania w Amdocs w celu zapewnienia rodzinie dodatkowego dochodu. Matt cierpi na dysplazje diastroficzną, co spowodowało liczne operacje w dzieciństwie. Porusza się za pomocą kul oraz używa silnikowego "muła", gdy to potrzebne.
- Amy (ur. 17 września 1963 w Michigan) – żona i matka; Amy jest gospodynią domową, chociaż pracowała w niepełnym wymiarze, jako trener piłki nożnej oraz nauczyciel przedszkola. Amy choruje na achondroplazje i ma bardzo niewiele komplikacji. Amy jest absolwentką Central Michigan University.
- Zachary Luke ( "Zach") i Jeremy James ( "Jr")' (ur. 10 maja 1990 w Oregonie) – synowie. Jeremy mierzy 182 cm, jest piłkarzem. W odróżnieniu od swojej matki, Zach miał liczne medyczne komplikacje. Jako dziecko, Zach miał operacje czaszki, która polegała na spuszczaniu nadmiaru płynu mózgowego. Zach grał w piłkę, ale przestał ze względu na jego wielkość w porównaniu do innych piłkarzy. W późniejszym czasie znowu grał, jednakże musiał znów przestać, gdyż miał operacje w celu skorygowania kości jego nogi.
- Molly Jo ("Mol") (ur. 17 września 1993 w Oregonie) – córka; Molly mierzy 175 cm. Gra w siatkówkę.
- Jacob George ( "Jake") (ur. 17 stycznia 1997 w Oregonie) – syn; Jacob jest normalnego wzrostu. Gra w młodzieżowej lidze piłki nożnej, w drużynie prowadzoną przez jego matkę.

## Spis serii
| Seria | Odcinki      | Pierwszy odcinek     | Ostatni odcinek  |
| ----- | ------------ | -------------------- | ---------------- |
| Pilot | Pilot        | 24 marca 2005        | 24 marca 2005    |
| 1     | 1–20 (20)    | 4 marca 2006         | 13 maja 2006     |
| 2     | 21–72 (52)   | 7 października 2006  | 16 lipca 2007    |
| 3     | 73–116 (44)  | 15 października 2007 | 2 czerwca 2008   |
| 4     | 117–164 (48) | 13 października 2008 | 11 maja 2009     |
| 5     | 165–204 (40) | 12 października 2009 | 14 czerwca 2010  |
| 6     | 205–224 (20) | 6 września 2010      | 6 grudnia 2010   |
| 7     | 225–233 (9)  | 29 października 2013 | 25 marca 2014    |
| 8     | 234–238 (5)  | 2 września 2014      | 30 września 2014 |
| 9     | 239–248 (10) | 7 lipca 2015         | 1 września 2015  |
| 10    | 249–261 (13) | 10 maja 2016         | 2 sierpnia 2016  |
| 11    | 262–269 (8)  | 22 listopada 2016    | 11 stycznia 2017 |
| 12    | 270–278 (9)  | 2 maja 2017          | 27 czerwca 2017  |
| 13    | 279–289 (11) | 3 kwietnia 2018      | 19 czerwca 2018  |
| 14    | 290–299 (10) | 2 kwietnia 2019      | 4 czerwca 2019   |